# Franz Mörl (Mediziner, 1899)

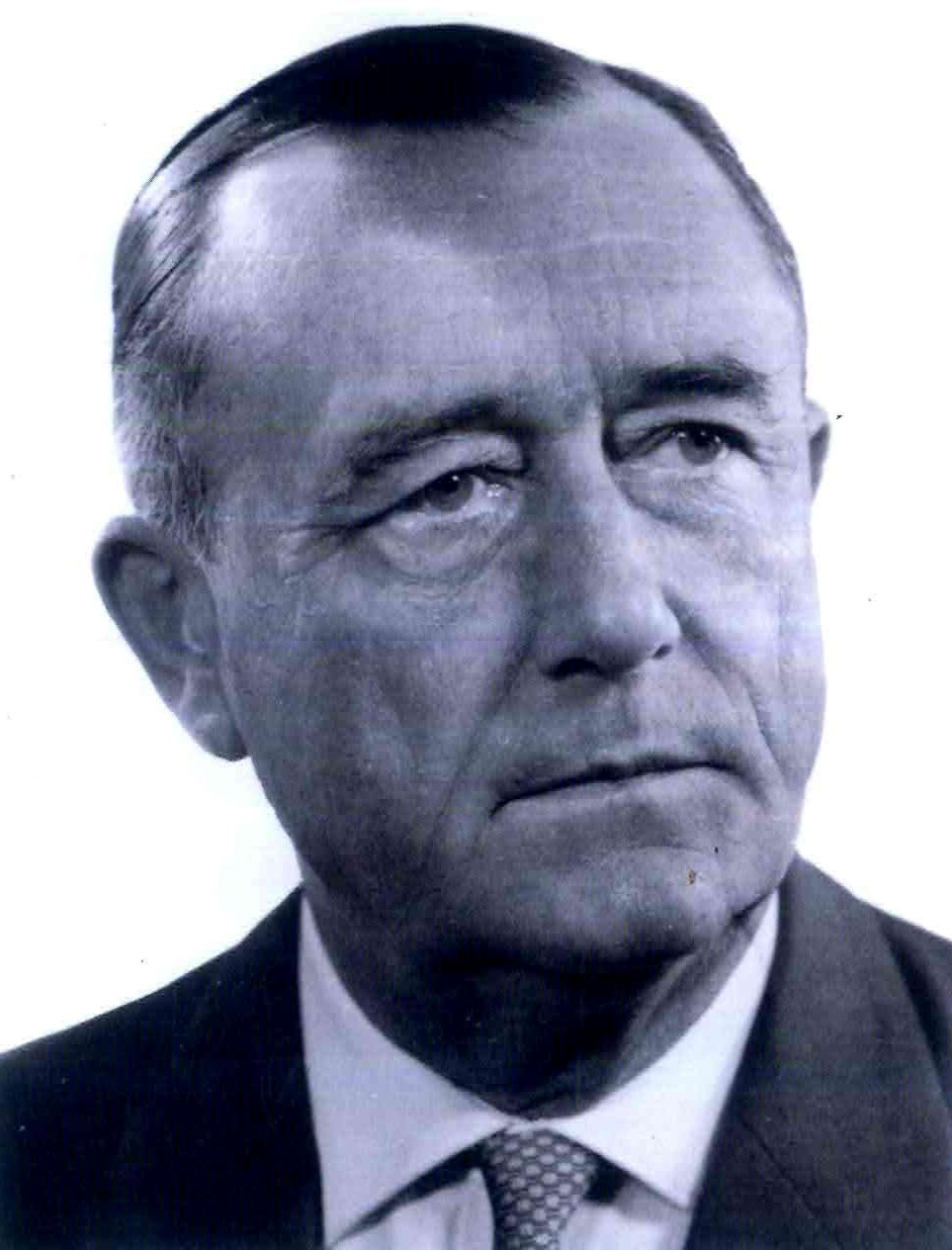
Franz Mörl

Franz Mörl (* 6. November 1899 in Kostenblatt in Böhmen, heute Kostomlaty pod Milešovkou; † 30. Mai 1979 in Halle (Saale)) war ein deutscher Chirurg und Hochschullehrer.

## Leben
Der Sohn des Distriktsarztes Karl Mörl (1873–1941) und seiner Ehefrau Hermine (1875–1946) nahm nach dem Abitur am Ersten Weltkrieg in der österreichischen Armee teil. Danach studierte er an der Karls-Universität und der Universität Graz Medizin. Seit 1917 gehörte er der Prager Burschenschaft Teutonia und seit 1922 der Grazer akademischen Burschenschaft Arminia an. 1925 wurde er von der in Prag zum Dr. med. promoviert. Er arbeitete neun Jahre in der Chirurgischen Universitätsklinik bei Hermann Schloffer. Von 1935 bis 1942 war er Chefarzt des Kreiskrankenhauses Saaz an der Eger, von 1942 bis 1945 Chefarzt der Chirurgischen Abteilung des Krankenhauses Brüx. Nach dem Zweiten Weltkrieg arbeitete ab 1945 im Städtischen Krankenhaus St. Georg in Leipzig als Assistenzarzt. 1946 wurde er Oberarzt an der Chirurgischen Universitätsklinik Leipzig. 1948 habilitierte er sich in Leipzig. Es war zugleich die erste medizinische Habilitation nach dem Zweiten Weltkrieg an der Universität Leipzig. Von 1949 bis 1956 leitete er als Nachfolger von Ernst Heller die Chirurgische Abteilung des nunmehrigen Bezirkskrankenhauses St. Georg. 1956 wurde er als o. Professor an die Chirurgische Klinik der Martin-Luther-Universität Halle-Wittenberg berufen. 1960 war Mörl einer der Initiatoren der Pflichtimpfung gegen Tetanus in der DDR. 1965 wurde er emeritiert.

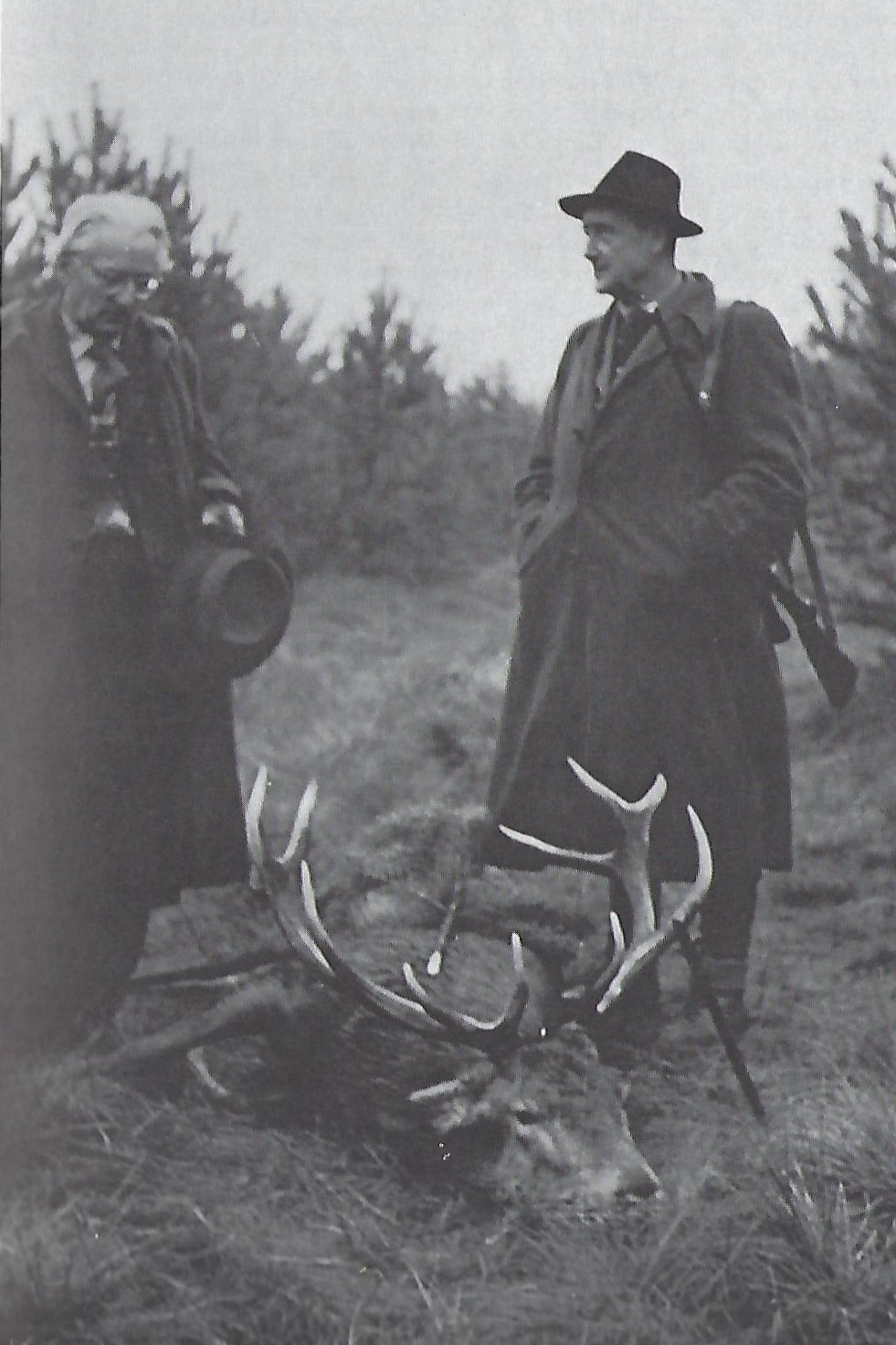
Mörl (re.) und Kurt Mothes mit seinem gestreckten Hirsch in der Dübener Heide (1959)

Mörl war zeitlebens ein passionierter Jäger. Als Jagdrevier hatte er die Dübener Heide.
1932 heiratete er in Prag Erika Payr (1908–1985), die Tochter eines Bregenzer Architekturprofessors. Das Ehepaar hatte drei Söhne: Franz (1932–2017) war Chefarzt der 1. Chirurgischen Klinik des Allgemeinen Krankenhauses St. Georg in Hamburg; Hubert (* 1935) war Chefarzt der Medizinischen Klinik vom Diakonissenkrankenhaus Mannheim; Manfred (* 1941) war Chefarzt der 2. Medizinischen Klinik der DRK-Krankenanstalten Wesermünde.

## Werke
- Geschichten eines alten Jägers. 30 Jahre Jagd in Böhmen. Halle 1978.

## Ehrungen
- Verdienter Arzt des Volkes (1958)
- Wahl in die Deutsche Akademie der Naturforscher Leopoldina (1959)
- Senator der Leopoldina (1963)

## Quelle
Information Nr. 22/56 – Betrifft: Stimmung unter den Ärzten des St.-Georg-Krankenhauses in Leipzig v. 16. Juni 1956, in: Henrik Bispinck (Bearb.): Die DDR im Blick der Stasi 1956. Die geheimen Berichte an die SED-Führung, Göttingen 2016, online abrufbar unter .